# Anthela basigera
Anthela basigera là một loài bướm đêm thuộc họ Anthelidae. Loài này có ở Úc.